# أندي فوستر (سياسي)
أندي فوستر (بالإنجليزية: Andy Foster)‏ هو سياسي نيوزيلندي، ولد في 1962 في إنجلترا في المملكة المتحدة. نشط حزبياً في نيوزيلندا أولا (حزب سياسي).